# Хуан Пабло Карисо
Хуан Пабло Карисо (роден на 6 май 1984 г.) е аржентински футболист, вратар.